# Masaki Ikeda
Masaki Ikeda (født 8. juli 1999) er en japansk fodboldspiller, som spiller for den japanske fodboldklub Fukushima United FC.